# Śmigiel (gmina)
Śmigiel – gmina miejsko-wiejska w województwie wielkopolskim, w powiecie kościańskim. W latach 1975–1998 gmina położona była w województwie leszczyńskim.
Siedziba gminy to Śmigiel.
Według danych z 31 marca 2011 gmina liczyła 17 624 mieszkańców.

## Struktura powierzchni
Według danych z roku 2002 gmina Śmigiel ma obszar 189,89 km², w tym:
- użytki rolne: 76%
- użytki leśne: 14%

Gmina stanowi 26,28% powierzchni powiatu.

## Demografia

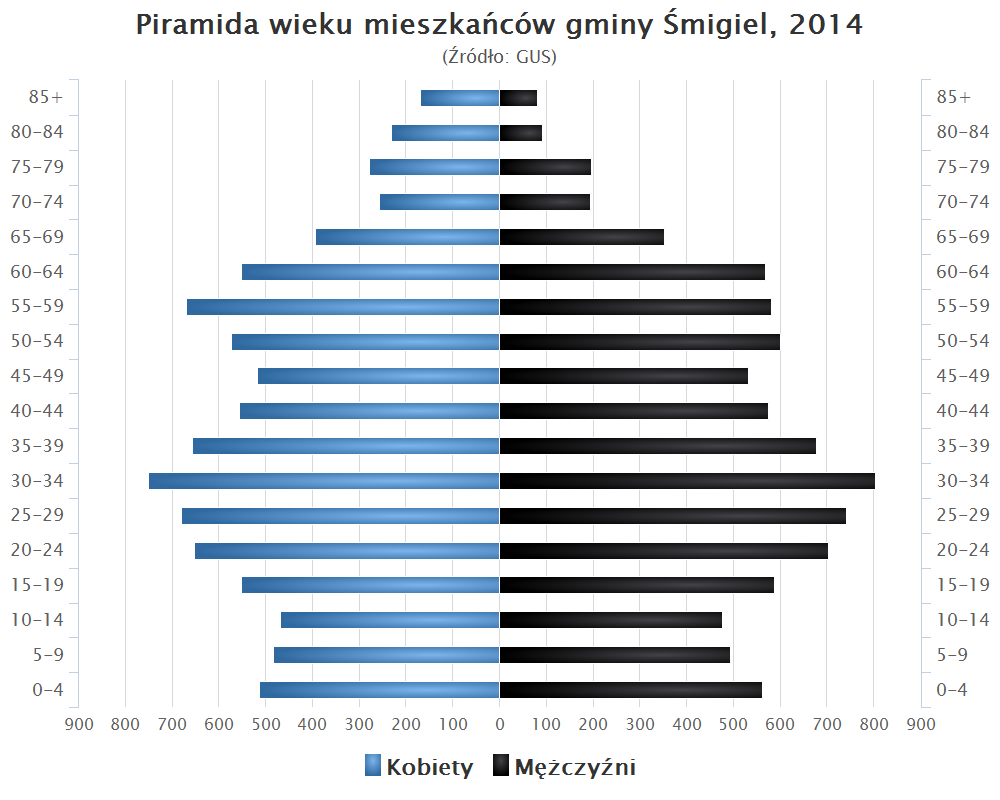
Piramida wieku mieszkańców gminy Śmigiel w 2014 roku

Dane z 31 grudnia 2009:
| Opis                              | Ogółem | Ogółem | Kobiety | Kobiety | Mężczyźni | Mężczyźni |
| --------------------------------- | ------ | ------ | ------- | ------- | --------- | --------- |
| jednostka                         | osób   | %      | osób    | %       | osób      | %         |
| populacja                         | 17 543 | 100    | 8869    | 50,6    | 8674      | 49,4      |
| gęstość zaludnienia (mieszk./km²) | 92     | 92     | 46,5    | 46,5    | 45,5      | 45,5      |

## Sołectwa
Bielawy, Bronikowo, Brońsko, Bruszczewo, Chełkowo, Czacz, Czaczyk, Glińsko, Gniewowo, Jezierzyce, Karmin, Karśnice, Koszanowo, Księginki, Machcin, Morownica, Nietążkowo, Nowa Wieś, Nowe Szczepankowo, Nowy Białcz, Olszewo, Parsko, Poladowo, Przysieka Polska, Robaczyn, Sierpowo, Spławie, Stara Przysieka Druga, Stara Przysieka Pierwsza, Stare Bojanowo, Stary Białcz, Wonieść, Wydorowo, Zygmuntowo, Żegrowo, Żegrówko, Żydowo.

## Pozostałe miejscowości
Brzeziny, Jeligowo, Karpisz, Nadolnik, Nowy Świat, Podśmigiel, Prętkowice, Sikorzyn, Skoraczewo, Smolno, Stare Szczepankowo.

## Sąsiednie gminy
Kamieniec, Kościan, Krzywiń, Lipno, Osieczna, Przemęt, Wielichowo, Włoszakowice